# Viviane (Comiczeichnerin)
Viviane (* 5. Februar 1983) ist eine Schweizer Comiczeichnerin, die im Manga-Stil zeichnet. 

## Werdegang
Viviane zeichnet seit ihrem 13. Lebensjahr im Manga-Stil. Sie erstellte offizielle Logos und Artworks für Animexx sowie dessen Vorgänger Sailor Moon Online Fanclub (S.M.O.F.) und zeichnete für die ersten Texte von C. R. Scott.
Von 2005 bis 2008 war Viviane als Nachfolgerin von Christina Plaka für die Maskottchen-Zeichnungen des Magazins Daisuki vom Carlsen Verlag zuständig. Im April 2007 gestaltete sie außerdem zwei Manga-Stifte-Sets von Letraset. Im Dezember selben Jahres brachte der Urania Verlag ein von ihr gezeichnetes Manga-Tarot heraus. Das im März 2008 erschienene Buch 50 Manga Babes to Draw and Paint vom Verlag Barrons Educational Series enthält 15 Artworks von der Zeichnerin.
Im August 2007 erschien der erste Band ihres Comic Gott Gauss bei Egmont Manga und Anime. Der zweite Band folgte im Februar 2009. Wie auch bei anderen Werken von Viviane ist Bruno Cotting der Autor der Mystery-Geschichte.

## Werke
- Ein Stück Wahnsinn (2007, im Animexx Manga-Mixx 3)
- Gott Gauss (seit 2007, bei Egmont Manga und Anime, bisher 2 Bände)
- Magic-Manga-Tarot (2007, Urania Verlag)
- 50 Manga Babes to Draw and Paint (2008, Barrons Educational Series)